# Алгебраическое числовое поле
Алгебраическое числовое поле, поле алгебраических чисел (или просто числовое поле) — это конечное (а следовательно — алгебраическое) расширение поля рациональных чисел {\displaystyle \mathbb {Q} }. Таким образом, числовое поле — это поле, содержащее {\displaystyle \mathbb {Q} } и являющееся конечномерным векторным пространством над ним. При этом некоторые авторы называют числовым полем любое подполе комплексных чисел — например, М. М. Постников в «Теории Галуа».
Числовые поля и, более общо, алгебраические расширения поля рациональных чисел являются основным объектом изучения алгебраической теории чисел.

## Примеры
- Наименьшее и базовое числовое поле — поле рациональных чисел {\displaystyle \mathbb {Q} }.
- Гауссовы рациональные числа, обозначаемые {\displaystyle \mathbb {Q} (i)} — первый нетривиальный пример числового поля. Его элементы — выражения вида

{\displaystyle a+bi}
где {\displaystyle a} и {\displaystyle b} рациональные числа, {\displaystyle i} — мнимая единица. Такие выражения можно складывать и перемножать по обычным правилам действий с комплексными числами, и у каждого ненулевого элемента существует обратный, как это видно из равенства
{\displaystyle (a+bi)\left({\frac {a}{a^{2}+b^{2}}}-{\frac {b}{a^{2}+b^{2}}}i\right)={\frac {(a+bi)(a-bi)}{a^{2}+b^{2}}}=1.}
Из этого следует, что рациональные гауссовы числа образуют поле, являющееся двумерным пространством над {\displaystyle \mathbb {Q} } (то есть квадратичным полем).
- Более общо, для любого свободного от квадратов целого числа {\displaystyle d} {\displaystyle \mathbb {Q} ({\sqrt {d}})} будет квадратичным расширением поля {\displaystyle \mathbb {Q} }.
- Круговое поле {\displaystyle \mathbb {Q} (\zeta _{n})} получается добавлением в {\displaystyle \mathbb {Q} } примитивного корня n-й степени из единицы. Поле должно содержать и все его степени (то есть все корни n-й степени из единицы), его размерность над {\displaystyle \mathbb {Q} } равняется функции Эйлера {\displaystyle \varphi (n)}.
- Действительные и комплексные числа имеют бесконечную степень над рациональными, поэтому они не являются числовыми полями. Это следует из несчетности: любое числовое поле является счётным.
- Поле всех алгебраических чисел {\displaystyle \mathbb {A} } не является числовым. Хотя расширение {\displaystyle \mathbb {A} \supset \mathbb {Q} } алгебраично, оно не является конечным.

## Кольцо целых числового поля
Поскольку числовое поле является алгебраическим расширением поля {\displaystyle \mathbb {Q} }, любой его элемент является корнем некоторого многочлена с рациональными коэффициентами (то есть является алгебраическим). Более того, каждый элемент является корнем многочлена с целыми коэффициентами, так как можно домножить все рациональные коэффициенты на произведение знаменателей. Если же данный элемент является корнем некоторого унитарного многочлена с целыми коэффициентами, он называется целым элементом (или алгебраическим целым числом). Не все элементы числового поля целые: например, легко показать что единственные целые элементы {\displaystyle \mathbb {Q} } — это обычные целые числа.
Можно доказать, что сумма и произведение двух алгебраических целых чисел — снова алгебраическое целое число, поэтому целые элементы образуют подкольцо числового поля {\displaystyle K}, называемое кольцом целых поля {\displaystyle K} и обозначаемое {\displaystyle {\mathcal {O}}_{K}}. Поле не содержит делителей нуля и это свойство наследуется при переходе к подкольцу, поэтому кольцо целых целостно; поле частных кольца {\displaystyle {\mathcal {O}}_{K}} — это само поле {\displaystyle K}. Кольцо целых любого числового поля обладает следующими тремя свойствами: оно целозамкнуто, нётерово и одномерно. Коммутативное кольцо с такими свойствами называется дедекиндовым в честь Рихарда Дедекинда.

### Разложение на простые и группа классов
В произвольном дедекиндовом кольце существует и единственно разложение ненулевых идеалов в произведение простых. Однако не любое кольцо целых удовлетворяет свойству факториальности: уже для кольца целых квадратичного поля
{\displaystyle {\mathcal {O}}_{\mathbb {Q} ({\sqrt {-5}})}=\mathbb {Z} [{\sqrt {-5}}]} разложение не единственно:
{\displaystyle 6=2\cdot 3=(1+{\sqrt {-5}})(1-{\sqrt {-5}})}
Введя на этом кольце норму, можно показать, что эти разложения действительно различны, то есть одно нельзя получить из другого умножением на обратимый элемент.
Степень нарушения свойства факториальности измеряют при помощи группы классов идеалов, эта группа для кольца целых всегда конечна и её порядок называют числом классов.

## Базисы числового поля

### Целый базис
Целый базис числового поля F степени n — это множество
B = {b1, …, bn}
из n элементов кольца целых поля F, такое что любой элемент кольца целых OF поля F можно единственным способом записать как Z-линейную комбинацию элементов B; то есть для любого x из OF существует и единственно разложение
x = m1b1 + … + mnbn,
где mi — обычные целые числа. В этом случае любой элемент F можно записать как
m1b1 + … + mnbn,
где mi — рациональные числа. После это целые элементы F выделяются тем свойством, что это в точности те элементы, для которых все mi целые.
Используя такие инструменты как локализация и эндоморфизм Фробениуса, можно построить такой базис для любого числового поля. Его построение является встроенной функцией во многих системах компьютерной алгебры.

### Степенной базис
Пусть F — числовое поле степени n. Среди всех возможных базисов F (как Q-векторного пространства) существуют степенные базисы, то есть базисы вида
Bx = {1, x, x2, …, xn−1}
для некоторого x ∈ F. Согласно теореме о примитивном элементе, такой x всегда существует, его называют примитивным элементом данного расширения.

## Норма и след
Алгебраическое числовое поле является конечномерным векторным пространством над {\displaystyle \mathbb {Q} } (обозначим его размерность через {\displaystyle n}), и умножение на произвольный элемент поля является линейным преобразованием этого пространства. Пусть {\displaystyle e_{1},e_{2},\ldots e_{n}} — какой-нибудь базис F, тогда преобразованию {\displaystyle x\mapsto \alpha x} соответствует матрица {\displaystyle A=(a_{ij})}, определяемая условием
{\displaystyle \alpha e_{i}=\sum _{j=1}^{n}a_{ij}e_{j},\quad a_{ij}\in \mathbf {Q} .}
Элементы этой матрицы зависят от выбора базиса, однако от него не зависят все инварианты матрицы, такие как определитель и след. В контексте алгебраических расширений определитель матрицы умножения на элемент называется нормой этого элемента (обозначается {\displaystyle N(x)}); след матрицы — следом элемента (обозначается {\displaystyle {\text{Tr}}(x)}).
След элемента является линейным функционалом на F:
{\displaystyle {\text{Tr}}(x+y)={\text{Tr}}(x)+{\text{Tr}}(y)} и {\displaystyle {\text{Tr}}(\lambda x)=\lambda {\text{Tr}}(x),\lambda \in \mathbb {Q} }.
Норма является мультипликативной и однородной функцией:
{\displaystyle N(xy)=N(x)\cdot N(y)} и {\displaystyle N(\lambda x)=\lambda ^{n}N(x),\lambda \in \mathbb {Q} }.
В качестве исходного базиса можно выбрать целый базис, умножению на целое алгебраическое число (то есть на элемент кольца целых) в этом базисе будет соответствовать матрица с целыми элементами. Следовательно, след и норма любого элемента кольца целых являются целыми числами.

### Пример использования нормы
Пусть {\displaystyle d} — натуральное число, свободное от квадратов, тогда {\displaystyle \mathbb {Q} ({\sqrt {d}})} — квадратичное поле (в частности, являющееся числовым полем). Выберем в этом поле целый базис {\displaystyle (1,{\sqrt {d}})} ({\displaystyle {\sqrt {d}}} — целый элемент, так как он является корнем приведенного многочлена {\displaystyle x^{2}-d}). В этом базисе умножению на {\displaystyle a+b{\sqrt {d}}} соответствует матрица
{\displaystyle {\begin{pmatrix}a&db\\b&a\end{pmatrix}}}
Следовательно, {\displaystyle N(a+b{\sqrt {d}})=a^{2}-db^{2}}. На элементах кольца {\displaystyle \mathbb {Z} [{\sqrt {d}}]} эта норма принимает целые значения. Норма является гомоморфизмом мультипликативной группы {\displaystyle \mathbb {Z} [{\sqrt {d}}]} на мультипликативную группу {\displaystyle \mathbb {Z} }, поэтому норма обратимых элементов кольца может быть равна только {\displaystyle 1} или {\displaystyle -1}. Для того, чтобы решить уравнение Пелля {\displaystyle a^{2}-db^{2}=1}, достаточно найти все обратимые элементы кольца целых (также называемые единицами кольца) и выделить среди них имеющие норму {\displaystyle 1}. Согласно теореме Дирихле о единицах, все обратимые элементы данного кольца являются степенями одного элемента (с точностью до умножения на {\displaystyle -1}), поэтому для нахождения всех решений уравнения Пелля достаточно найти одно фундаментальное решение.